# Lotfi Attar

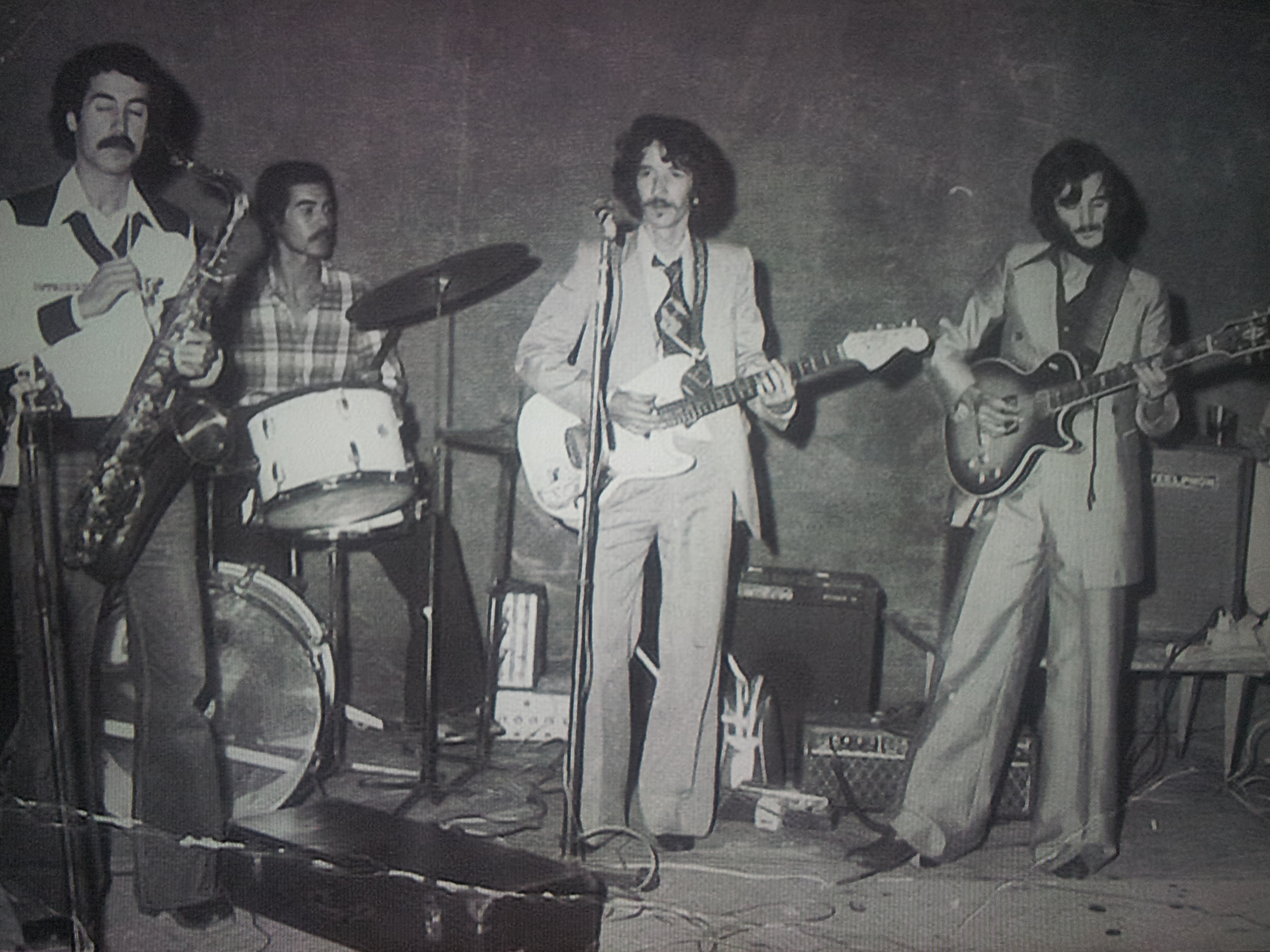
El grupo Les Aigles noirs (Las Águilas negras), en 1973, el antecesor del grupo Raïna Raï, reconociéndose a Lotfi Attar con la guitarra a la derecha

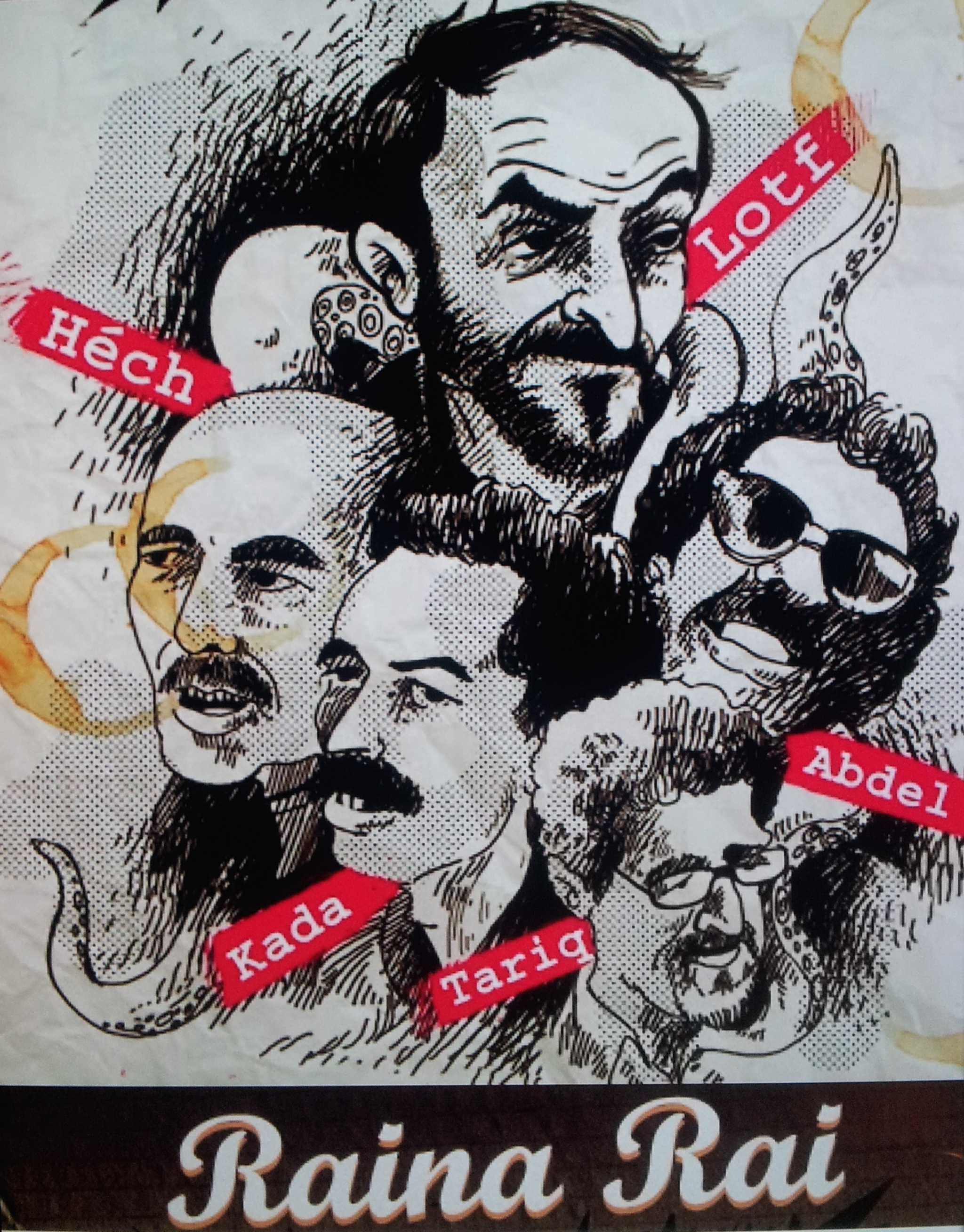
Retrato caricaturesco del mítico grupo Raïna Raï.

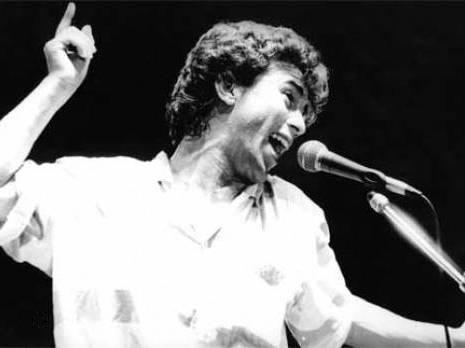
Djilali Razkallah, fallecido en 2010, tras un cáncer. Voz mítica del grupo Amarnas; y, el alter égo de Lotfi Attar, su desaparición le deja un gran vacío.

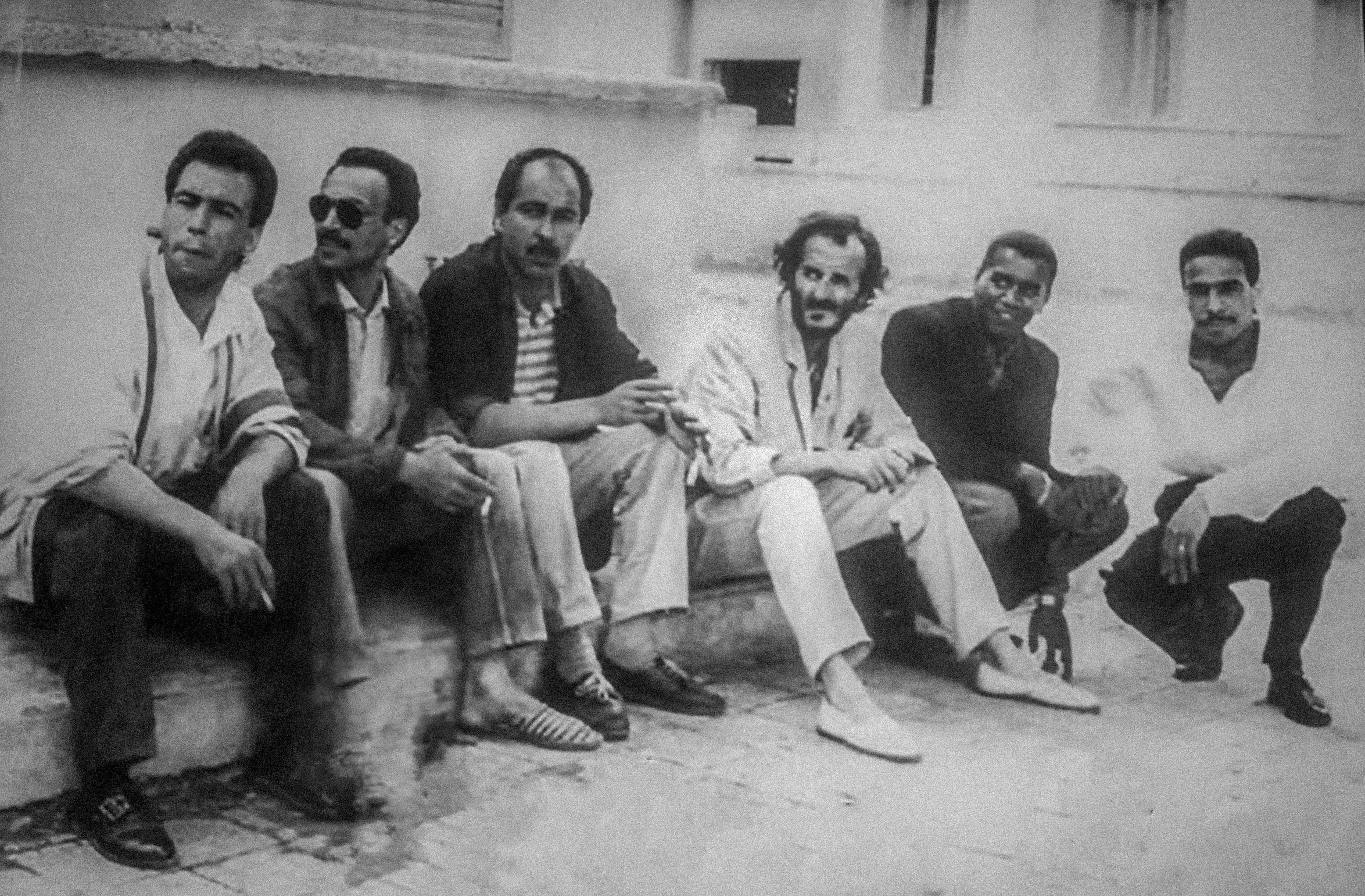
Integrantes del grupo Raïna Raï, de izq. a der.: Djilali Razkallah, Kada Zina, Hachemi Djellouli, Lotfi Attar.

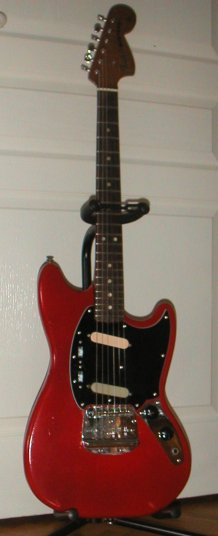
Un Fender Mustang de 1968, el mismo modelo de 1964, la primera guitarra eléctrica de Lotfi Attar.

Lotfi Attar (en árabe: لطفي عطار‎)‎; más conocido con el nombre de Lotfi Raïna Raï (en árabe: لطفي راينا راي‎)‎; Sidi Bel Abbes, 14 de marzo de 1952 (73 años) es un músico, guitarrista, cantautor argelino, líder del mítico grupo Raïna Raï y fundador del grupo Amarna. Lotfi Attar se ha convertido en el guitarrista argelino más famoso de todos los tiempos, en su país, a nivel del mundo árabe e internacional.

## Biografía

### Origen y juventud
Lotfi Attar es hijo de un shahid que él evoca muy raras veces; y, él es una de las razones del amor patriótico que siente por Argelia y su riqueza musical. Su infancia se ve profundamente afectada por dos dramas: la muerte de su padre, asesinado salvajemente por la organización terrorista OAS en la víspera del final de la guerra de Argelia, y luego la desaparición de su hermano mayor que murió en un siniestro automovilístico.
Hijo de la ciudad de Sidi Bel Abbes, hogar del morabito "Fen oua raï, proveniente de una familia originaria de Tlemcen por sus abuelos paternos. Nació el 14 de marzo de 1952, en un distrito pobre de Sidi Bel Abbes, en el barrio del Abattoir (Matadero) cuyos habitantes fueron degradados por las injusticias de la colonización francesa.
Benjamín de la familia, creció en una familia de cinco hermanos y una hermana, todos amantes de la música, incluido su hermano mayor Kamel, músico, considerado como el primer guitarrista de Sidi Bel Abbes.

#### Infancia marcada por la guerra de independencia
Cuando la guerra de independencia estalló en 1954, el padre de Lotfi ya estaba en el movimiento nacional; y, luego se convertiría en militante del Frente de Liberación Nacional (FLN), encarcelado varias veces. Su casa era un lugar de reunión para activistas nacionalistas que incluían a Messali Hadj, figura del nacionalismo argelino y a Ferhat Abbas, el primer jefe de Estado de la nación República argelina. En vísperas de la independencia en 1962, su padre será asesinado por un comando terrorista de la OAS; y, la casa fue volada, toda la familia fue amenazada de muerte por los comandos del OAS, escapando a la muerte in extremis, huyendo a Tlemcen.
Apenas con diez años, aquel doloroso drama marcó de por vida al joven Lotfi y a sus hermanos a quienes la guerra hizo huérfanos. Con la crueldad y las consecuencias de la guerra, el joven Lotfi no podía asistir regularmente a la escuela. Dejó de estudiar con un certificado de escuela primaria, una de las causas que lo impulsará a convertirse en autodidacta más tarde.
En 1964, con doce años, perdió a su hermano mayor Kamel, que murió como resultado de una enfermedad. La muerte de su hermano será vivida por él dolorosamente, con el recuerdo de la trágica muerte de su padre.

### Inicios
En 1969, su madre le encuentra un trabajo, con un relojero donde aprendió el oficio, pero su vocación se orientaba hacia la música, dedicándole todo su tiempo libre. Desde la edad de diez años, comenzó a tocar la guitarra bajo el impulso de su hermano Kamel, guitarrista en un grupo. A la edad de quince años, comienza a tocar la guitarra eléctrica. Ahorró para comprar en 1973 su primera guitarra, una guitarra eléctrica Fender Mustang de 1964, con la que ensayaba blues, Jimi Hendrix y Carlos Santana
En 1971, se encuentra con Rachid Baba Ahmed, el fundador del futuro estudio de grabación más grande de África, Éditions Rachid et Fathi, y a partir de ahí, comienza su carrera musical. Trabajaría mucho más tarde con Rachid. 

### Les Aigles noirs (Las Águilas negras)
En 1969, con unos pocos amigos, Lotfi Attar crea el grupo "Les Aigles Noirs" bajo el reinado de Frih Tayeb, un gran músico que tocó varios instrumentos. Las canciones pop occidentales se tocaban luego en bodas. Hubo en el grupo, entre otros, Kada Zina, que es el primer cantante del grupo en cuestión, Lotfi Attar, el guitarrista, muy influenciado por Carlos Santana y Jimi Hendrix, y los guitarristas de blues. Unos años más tarde, tuvieron la idea de reanudar una vieja canción,  Ya Zina diri latay .

### Grupo Raïna Raï
En 1980, los antiguos miembros, de los Aigles noirs crearon en París, la legendaria banda Raïna Raï con Lotfi Attar, Hashemi Djellouli, Tarik Chikhi y Kaddour Bouchentouf. Este grupo es considerado el pionero de la música rai moderna (también llamada rai eléctrico). Conocieron el éxito en su primer álbum gracias a la canción "Ya Zina" que les asegurará un resplandor internacional (Europa, EE. UU., Canadá ...). Fue el comienzo de la banda y la evocación de una nueva identidad donde él reclama la música rai. En julio de 1985, los miembros del grupo se separaron justo después de su último concierto, en Argel. Las razones de esta separación son múltiples porque Lotfi no estaba de acuerdo con lo que estaba sucediendo en el grupo, especialmente en el tema de su orientación, el problema con ellos era musical.
Durante la guerra civil argelina del decenio negro, Lotfi y su grupo tomó riesgos al subir al escenario en todo Argelia.
En 2001, produjeron el álbum titulado "Bye Bye". Este fue un preludio al final del grupo. En 2001, formó la compañía New Amarnas. Este grupo estaba compuesto por artistas jóvenes, pero no pudieron ganar en el escenario.
A finales de 2001, Lotfi reanuda, con Hachemi, Raïna Rai hasta agosto de 2003. Y de nuevo, fue el descanso después de una noche animada en Béjaïa.
Desde 2003, hasta hoy, Lotfi Attar ha vuelto a los grandes escenarios de países europeos, y en Canadá.
En 2015, Lotfi Attar reunió al grupo Raïna Raï, que es el líder hasta la fecha, con algunos de los primeros miembros del grupo, incluidos el baterista y miembro fundador de Raïna Raï, Hachemi Djellouli y el cantante, Mohamed Guebbache Kada.

### Grupo Amarna
En 1985, creó con su esposa Hamida (que es letrista), el grupo Amarna, cuya música él compone. Los textos creados por Hamida Attar para Amarna se inspiraron en la poesía lírica. Djilali Amarna fue el cantante del grupo. Amarna publica cuatro álbumes: Chouli (1986), Saf (1986), Waïle  (1987) y El Ghaba (1989), durante el mismo año en que se creó el grupo Amarna. En 1985, el grupo Raïna Raï se separó y Hachemi Djellouli, que había regresado de Francia, se unió a Amarna y trabajó durante un tiempo bajo el nombre de Lotfi. Hachemi.

### Música de películas
Firmó la banda sonora de la película  Harraga Blues , dirigida por Moussa Haddad y lanzada en 2012. También compuso la música del documental sobre la vida de Hassi Messaoud, hecha en la década de 1990. Los estadounidenses también lo habían apreciado mucho. También participa en la música de la película, de Lyès Salem "El Wahrani".
Entre 2008 y 2010, crea música para piezas de teatro, en Sidi Bel Abbes: "Topaz" de Marcel Pagnol y "Rashomon".

### Proyectos en progreso
Desde 2007, lleva a cabo un proyecto, muy cerca de su corazón, un estudio de grabación en Sidi Bel Abbes, para la promoción de jóvenes talentos, una especie de escuela para introducir a la generación más joven a la música.
En 2015, Lotfi Attar reunió al grupo Raïna Raï, donde era el líder hasta la fecha, con algunos de los primeros miembros del grupo, incluidos el baterista y miembro fundador de Raïna Raï, Hachemi Djellouli y el cantante, Mohamed Guebbache Kada. Y, acaba de publicar más composiciones personales, y ha desarrollado un nuevo estilo llamado Goumb Guits en el que la guitarra eléctrica reproduce el sonido del goumbri (o guembri), instrumento de cuerda tradicional. Intenta evolucionar con su guitarra sin desarrollar otra música mundial.

## Discografía

### Álbumes
Raina Raï
- Hagda, 1983, autoproducción (HTK Productions) de los cuales se usaron dos títulos en la banda sonora de la película Tchao Pantin de Claude Berri con Coluche.
- Raïna Hak, 1985, Edición Rachid et Fethi.
- Lala Fatima", 1990, Edición Rachid et Fethi.
- Mama, 1993, Musidisc.
- Bye Bye, 2001, Lazer Production.

Amarna
- Chouli (1986), Ediciones Rachid et Fethi.
- Saf (1986), Sadi Disques.
- Waïle (1987).
- El Ghaba (1989), Ediciones Celluloid.

### Conciertos
- Concierto en Argel, Jornada de la Juventud en Riad El-Feth con Touré Kunda, 1985.
- Tour en Francia: Lyon, Grenoble, Saint-Étienne, Villefranche, 1985.
- Concierto en el Salón Internacional de la música, Vincennes, Francia, 1985.
- Concierto el raï en todos sus estados, en París, La Villette, 1986.
- Concierto en Quebec con Manu Dibango, 1987.
- Concierto en Bolonia, Italia, 1990.
- Concierto en Amberes, Bélgica, 1990.
- Concierto en el Ritz y en la Cigale, París, 1990.
- Concierto en el Festival Panafricano con Alpha Blondy, Frankfurt, Alemania, 1992.
- Concierto en Romainville, Francia, 1992.
- Tour a EE. UU. : Washington, Nueva York, Boston, San Francisco, y en Montreal, Canadá, 1993.
- Conciertos en diversas ciudades de Argelia, 1993-1999.
- Concierto en Pau, Francia, 1999.
- Concierto en Ámsterdam, Países Bajos, 1999.
- Concierto por el vigésimo aniversario de Raïna Raï, Argel, 2000.
- Concierto en el Festival Festpam y en el Parlamento congolés, Congo Brazzaville, 2000.
- Concierto en el Divan du Monde, París, 2002.
- Concierto en Burdeos, Francia, 2003.
- Concierto en Bercy, París, 2004.
- Concierto en el Blue Note y en el One Way, París, 2004.
- Concierto en Festival Boulevard des Jeunes, Casablanca, Marruecos, 2005.
- Concierto en Festival de Timgad, Argelia, 2005-2009.
- Concierto en Festival Casif, Argel, 2005-2009.
- Concierto en Festival de Raï de Orán, 2005-2009.
- Concierto en Festival de Raï de Sidi Bel Abbes, Argelia, 2005-2009.
- Concierto en 2º Festival Cultural Panafricano, Argel, 5 al 20 de julio de 2009.[4]
- Concierto en Kheima Hilton, Argel, 2010.
- Festival de Raï de Sidi Bel Abbes, Argelia, 2010.
- Festival International de Raï de Oujda, Marruecos, 2011 y 2012.
- Tour por el Sahara, 2012.
- Concierto en Tlemcen et Mostaganem, Argelia, 2013.
- Conciert en Túnez, 2014.
- Festival de Raï de Sidi Bel Abbes, 2015.
- Tour por diversas ciudades de Argelia, 2015.
- Concierto à Toulouse, Takti Collectif, y Club La Bohème, 2015.
- Concierto à Montpellier, Francia, 2015.
- Concierto "Raïna Raï le retour", Sidi Bel Abbes, mayo de 2016.
- Concierto Casif à Djemila, Argelia, julio de 2016.
- Concierto Casif en el Teatro de verdure de Oran, Argelia, julio de 2016.
- Festival Orientalys, Montreal, Canadá, agosto de 2016.
- Comisionado del Festival de Raï de Sidi Bel Abbes (nominado por el ministro de la Cultura), noviembre de 2016.
- Conciertos sobre la vida de Hassi Messaoud, Argelia, diciembre de 2016.